# Ida de Waldeck-Pyrmont
 (novembre 2023).
Si vous disposez d'ouvrages ou d'articles de référence ou si vous connaissez des sites web de qualité traitant du thème abordé ici, merci de compléter l'article en donnant les références utiles à sa vérifiabilité et en les liant à la section « Notes et références ».
La princesse Ida Caroline de Waldeck-Pyrmont, (allemand : Ida Caroline Prinzessin zu Waldeck und Pyrmont; 26 septembre 1796 – 12 avril 1869) est membre de la Maison de Waldeck-Pyrmont. Par son mariage avec Georges-Guillaume de Schaumbourg-Lippe, Ida est également été membre de la Maison de Lippe et la princesse consort de Schaumbourg-Lippe.

## Famille
Ida est née à Rhoden, dans la principauté de Waldeck-Pyrmont et est le deuxième enfant et la fille aînée de Georges Ier de Waldeck-Pyrmont et de sa première épouse la princesse Augusta de Schwarzbourg-Sondershausen.

## Mariage et Descendance
Ida a épousé Georges-Guillaume de Schaumbourg-Lippe, fils de Philippe II de Schaumbourg-Lippe et de sa seconde épouse, la princesse Julienne de Hesse-Philippsthal, le 23 juin 1816 à Arolsen, principauté de Waldeck-Pyrmont. Ida et George-Guillaume ont eu neuf enfants :
- Adolphe Ier de Schaumbourg-Lippe (1er août 1817 – 8 mai 1893)
- Mathilde de Schaumbourg-Lippe (11 septembre 1818 – 14 août 1891), épouse le duc Eugène-Guillaume de Wurtemberg (1820-1875).
- Adélaïde de Schaumbourg-Lippe (9 mars 1821 – 30 juillet 1899), épouse Frédéric de Schleswig-Holstein-Sonderbourg-Glücksbourg, et devient la belle-sœur de Christian IX de Danemark.
- Ernest de Schaumbourg-Lippe (12 décembre 1822 – 2 avril 1831)
- Ida de Schaumbourg-Lippe (26 mai 1824 – 5 mars 1894)
- Emma de Schaumbourg-Lippe (24 décembre 1827 – 23 janvier 1828)
- Guillaume de Schaumbourg-Lippe (12 décembre 1834 – 4 avril 1906), épouse la princesse Bathilde d'Anhalt-Dessau.
- Hermann de Schaumbourg-Lippe (31 octobre 1839 – 23 décembre 1839)
- Élisabeth de Schaumbourg-Lippe (5 mars 1841 – 30 novembre 1926), épouse le prince Guillaume de Hanau et Horowitz, fils morganatique de Frédéric-Guillaume Ier de Hesse.